# Gobiesox maeandricus
Gobiesox maeandricus ist ein kleiner Meeresfisch aus der Familie der Schildfische (Gobiesocidae), der an der Küste des nordöstlichen Pazifik vom südöstlichen Alaska bis zum südlichen Kalifornien, sowie an der Küste des mexikanischen Niederkalifornien und an den mexikanischen Revillagigedo-Inseln vorkommt. Südlich von Point Conception am Santa-Barbara-Kanal ist der Fisch selten.

## Merkmale
Gobiesox maeandricus ist mit einer Maximallänge von 16 cm der größte Schildbauch in seinem Verbreitungsgebiet. Der Kopf ist groß, die Brustflossen sind breit und kurz. Eine fleischige Membran verläuft von der Brustflossenbasis zur Kiemenöffnung. Die Bauchflossen sind vorne durch eine Membran verbunden, ihre Flossenstrahlen sind flexibel und stützen den Rand einer auffälligen Haftscheibe, die hinten von einer breiten fransigen Hautfalte begrenzt wird und von den Bauchflossen durch eine tiefe Grube getrennt ist. Die Schwanzflosse ist abgerundet. Die Fische sind hell olivbraun, grau bis kirschrot gefärbt und besitzen eine dunkle oder helle Netzzeichnung. Von den Augen aus erstreckten sich radiär einige dunkle Linien.
- Flossenformel: Dorsale 13–16, Anale 12–14.

## Lebensweise
Gobiesox maeandricus lebt an den Felsküsten des nordöstlichen Pazifik, zwischen Algen und in Tangwäldern. Er ernährt sich von kleinen Krebs- und Weichtieren.
In seinem Lebensraum ist er der größte Schildbauch und bei allen dort lebenden Schildbäuchen mit einer Länge von über 7,5 cm handelt es sich um Gobiesox maeandricus. Die ähnliche Art Gobiesox papillifer ist gepunktet und besitzt zahlreiche Papillen auf dem Kopf, besonders um das Maul. Gobiesox rhessodon ist kleiner und besitzt weniger Afterflossenstrahlen (9 bis 10).